# Parker's Boys
I Parker's Boys furono un gruppo fondato a Foggia nel 1945 nell'immediato dopoguerra.

## Storia
Inizialmente il complesso suonava nei campi di aviazione americani, poi in giro per l'Italia e nelle sale RAI.
L'Orchestra Parker's Boy si trasformò più tardi in Complesso Orchestrale Fred, Rico e i Parker's Boys. Il gruppo suonava musica jazz, boogie woogie e rock. Il complesso ha effettuato diverse registrazioni musicali e ha accompagnato anche cantanti. Il giovane Renzo Arbore ha mosso i primi passi facendo parte dell'Orchestra Parker's Boys in qualità di clarinettista.

## Componenti
I primi componenti furono:
- Rico Garofalo al pianoforte e fisarmonica
- Alfredo Amatruda al sax contralto e clarino
- Romolo Russo alla chitarra, sax e violino
- Gaetano Garofalo al basso
- Clemente Santangelo alla batteria, successivamente sostituito da Nino Perrucci, Paolo Papa e Antonio Longo.
- Cantava e presentava Angelo Marsico.  La sigla dell'orchestra era la celebre "Lover men".